# Episodi di Troppo forte! (seconda stagione)
La seconda e ultima stagione della serie televisiva Troppo forte! è stata trasmessa in anteprima negli Stati Uniti d'America dalla ABC tra il 17 settembre 1987 e il 12 febbraio 1988.
| nº | Titolo originale                         | Titolo italiano | Prima TV USA      | Prima TV Italia |
| -- | ---------------------------------------- | --------------- | ----------------- | --------------- |
| 1  | A Clockwork Hammer                       |                 | 17 settembre 1987 |                 |
| 2  | Big Nazi on Campus                       |                 | 24 settembre 1987 |                 |
| 3  | Play It Again Sledge                     |                 | 1º ottobre 1987   |                 |
| 4  | Wild About Hammer                        |                 | 8 ottobre 1987    |                 |
| 5  | Death of a Few Salesmen                  |                 | 15 ottobre 1987   |                 |
| 6  | Vertical                                 |                 | 29 ottobre 1987   |                 |
| 7  | Dressed to Call                          |                 | 5 novembre 1987   |                 |
| 8  | Hammer Hits the Rock                     |                 | 12 novembre 1987  |                 |
| 9  | The Last of the Red Hot Vampires         |                 | 19 novembre 1987  |                 |
| 10 | Hammeroid                                |                 | 26 novembre 1987  |                 |
| 11 | Sledge in Toyland                        |                 | 3 dicembre 1987   |                 |
| 12 | Icebreaker                               |                 | 10 dicembre 1987  |                 |
| 13 | They Call Me Mr. Trunk                   |                 | 17 dicembre 1987  |                 |
| 14 | Model Dearest                            |                 | 7 gennaio 1988    |                 |
| 15 | Sledge, Rattle 'n' Roll                  |                 | 15 gennaio 1988   |                 |
| 16 | Suppose They Gave a War and Sledge Came? |                 | 22 gennaio 1988   |                 |
| 17 | The Secret of My Excess                  |                 | 29 gennaio 1988   |                 |
| 18 | It Happened What Night?                  |                 | 5 febbraio 1988   |                 |
| 19 | Here's to You, Mrs. Hammer               |                 | 12 febbraio 1988  |                 |